# Patrick Feurstein
Patrick Feurstein (1º dicembre 1996) è uno sciatore alpino austriaco.

## Biografia
Originario di Mellau e attivo in gare FIS dal dicembre del 2011, in Coppa Europa Feurstein ha esordito il 19 gennaio 2017 a Val-d'Isère in slalom gigante (27º) e ha conquistato il primo podio il 4 dicembre 2018 a Funäsdalen nella medesima specialità (3º). Ha debuttato in Coppa del Mondo il 19 dicembre 2018 a Saalbach-Hinterglemm in slalom gigante, senza completare la prova, e ha colto la prima vittoria in Coppa Europa il 28 gennaio 2020 a Méribel nella medesima specialità. Il 14 dicembre 2024 ha conquistato il suo primo podio in Coppa del Mondo nello slalom gigante di Val-d'Isère (3º); ai Mondiali di Saalbach-Hinterglemm 2025, sua prima presenza iridata, non ha completato lo slalom gigante. Non ha preso parte a rassegne olimpiche.

## Palmarès

### Coppa del Mondo
- Miglior piazzamento in classifica generale: 44º nel 2025
- 1 podio (in slalom gigante):
  - 1 secondo posto

#### Coppa del Mondo - gare a squadre
- 1 podio:
  - 1 secondo posto

### Coppa Europa
- Miglior piazzamento in classifica generale: 9º nel 2020
- 6 podi:
  - 2 vittorie
  - 1 secondo posto
  - 3 terzi posti

#### Coppa Europa - vittorie
| Data            | Località | Paese   | Specialità |
| --------------- | -------- | ------- | ---------- |
| 28 gennaio 2020 | Méribel  | Francia | GS         |
| 30 gennaio 2020 | Méribel  | Francia | GS         |

Legenda:

GS = slalom gigante

### South American Cup
- Miglior piazzamento in classifica generale: 19º nel 2025
- 2 podi:
  - 1 vittoria
  - 1 terzo posto

#### South American Cup - vittorie
| Data              | Località     | Paese     | Specialità |
| ----------------- | ------------ | --------- | ---------- |
| 11 settembre 2024 | Cerro Castor | Argentina | GS         |

Legenda:

GS = slalom gigante

### Campionati austriaci
- 4 medaglie:
  - 1 oro (slalom gigante nel 2025)
  - 2 argenti (slalom gigante nel 2022; slalom gigante nel 2024)
  - 1 bronzo (slalom gigante nel 2023)